# FKヴェレヤ・スタラ・ザゴラ
ヴェレヤ（Vereya (ブルガリア語: Верея)）は、ブルガリアのスタラ・ザゴラをホームタウンとするサッカークラブである。

## 歴史
クラブは2001年7月15日に創設された。
2013-14シーズンは3部リーグ南東地区で3位になった。2014年6月30日に2014-15シーズンからプロリーグである2部リーグに初参加することが決定した。
2016年6月7日、2016-17シーズンから新しくなるトップディビジョンへの参加が決定した。同年7月30日にルドゴレツ・アレナで行われたルドゴレツ・ラズグラド戦でトップディビジョンデビューを飾った

## 過去の成績
| シーズン | ディビジョン     | ディビジョン | ディビジョン | ディビジョン | ディビジョン | ディビジョン | ディビジョン | ディビジョン | ディビジョン | ディビジョン | ブルガリア・カップ |
| シーズン | リーグ           | 順位         | 試           | 勝           | 分           | 敗           | 得           | 失           | 差           | 点           | ブルガリア・カップ |
| -------- | ---------------- | ------------ | ------------ | ------------ | ------------ | ------------ | ------------ | ------------ | ------------ | ------------ | ------------------ |
| 2014-15  | B PFG            | 11位         | 30           | 9            | 10           | 11           | 25           | 24           | +1           | 37           | 1回戦敗退          |
| 2015-16  | B PFG            | 8位          | 30           | 10           | 10           | 10           | 33           | 27           | +6           | 40           | 1回戦敗退          |
| 2016-17  | ファーストリーグ | 7位          | 32           | 13           | 6            | 13           | 31           | 40           | −9           | 45           | 準決勝敗退         |
| 2017-18  | ファーストリーグ | 6位          | 36           | 10           | 6            | 20           | 27           | 61           | −34          | 36           | 1回戦敗退          |
| 2018-19  | ファーストリーグ | 14位         | 32           | 0            | 6            | 26           | 13           | 81           | −68          | 6            | 2回戦敗退          |
| 2019-20  | セカンドリーグ   | 位           |              |              |              |              |              |              |              |              |                    |

## 歴代所属選手
- ジフコ・ジェレフ
- イヴァン・ストヤノフ
- コスタディン・ストヤノフ
- イヴォ・イヴァノフ
- ヴェセリン・ミネフ
- ヴェンツィスラフ・フリストフ
- ダニエル・ナウモフ
- ペタル・ヴィタノフ
- ビルセント・カラガレン
- フセイン・アブドゥルガニー
- ヤシン・エル・ハルービ
- オリヴィエ・ボンヌ
- ユリス・エンドング
- アレクサンドル・エンドゥンブゥー
- サミュエル・インコーム
- セリム・ベン・ジェミア